# Spectrum News 1 Capital Region
Spectrum News 1 Capital Region（旧：Time Warner Cable News Capital Region）は、チャーター・コミュニケーションズが地域ニュースチャンネルのSpectrum Newsスレートの系列局として所有するアメリカのケーブルニューステレビチャンネル。主にニューヨーク州東部の州都地区に焦点を当てた24時間のローリングニュース報道を提供する。このチャンネルは同州オールバニに本社を置き、ハドソンバレー地域にサービスを提供するサブフィードを維持している。Spectrum News 1 Capital Regionは、殆どの地域でチャンネル9で放送されているが、チャンネルスロットは、クイーンズベリーとカナジョハリーの町、及びマサチューセッツ州バークシャー郡で異なる。
ニューヨーク州北部にある他の州北部の姉妹ニュースチャンネルと同様に、Spectrum News 1 Capital Regionは、ニューヨーク市を拠点とするNY1、チャーターの主要な地域ケーブルニュースチャンネルとニュースコンテンツを共有している（プロバイダーは、ニューヨーク州北部システムのデジタル層を引き継いでいる）。

## 歴史
チャンネルの立ち上げ前に、タイム・ワーナー・ケーブルは、チャンネル9のローカル発信チャンネルでCBS系列のWRGB（チャンネル6）からの18:00のニュース放送の再利用された再放送を放送した。ニールセン視聴率の報告によると、同放送はFOX系列のWXXA-TV（チャンネル23）で放送された18:30のニュース番組と競合しており、タイム・ワーナー・ケーブルは、社内の24時間ニュースチャンネルを立ち上げる計画を進めた。
2002年10月11日に「Capital News 9」として開局された。様々なインフラストラクチャと人員配置の遅れにより、予定より1年近く遅れて開局した。Capital News 9の開始に伴い、タイム・ワーナー・ケーブルのパブリックアクセスチャンネルは、殆どの州都地区システムでチャンネル9からチャンネル3に移動された（「TW3」として知られるようになった）。Capital News 9は、タイム・ワーナー・ケーブルがいくつかのケーブルニュースチャンネルを展開した時期から生まれた。 2年以内に、プロバイダーはシラキュース（News 10 Now）、ヒューストン（News 24 Houston）、サンアントニオ（News 9 San Antonio）で地域ニュースチャンネルを開局した。 2つのチャンネルもノースカロライナ州で開始され、1つはローリーに、もう1つはシャーロットにある（どちらも「News 14 Carolina」と呼ばれる）。立ち上げられたチャンネルのうち、Time Warner Cable News Central New York（旧：News 10 Now）とTime Warner Cable News North Carolina（旧：News 14 Carolina、4つの地域固有のフィードを運用）のみが残っており、経済的損失とテキサスおよびシャーロットチャンネルのパートナーであるベロ・コーポレーションとの紛争の副産物である。
2005年5月25日、タイム・ワーナー・ケーブルは、ニューヨーク州北部の3つの地域ニュースチャンネルをコストを節約して統合することで、ロチェスターのR NewsとシラキュースのNews 10 Nowの姉妹ネットワークから30人のスタッフを排除すると発表した。News 10 NowとR Newsの技術生産およびマスターコントロール業務は、Capital News 9と統合された。この動きに伴い、Capital News 9は両方のチャンネルのニュース番組の制作及びスタジオハブとして機能し始め（Capital News 9のアンカースタッフが両方の姉妹チャンネルで同時に放送中の業務を担当している）、News 10 Nowは、シラキュース施設から州全体の全ての姉妹ニュースチャンネルの天気予報コーナーの制作責任を担い始めた（チャンネルの気象スタッフを使用）。各チャンネルは、それぞれのニュース収集クルー、プロデューサー、施設、ニュース管理を維持した。これらのチャンネルは、アルバニーが制作した政治レビュー番組『キャピタル・トゥナイト（Capital Tonight）』も同時放送している。さらに、タイム・ワーナー・ケーブルが全ての北部市場でテレビ放送を放送する権利を確保できる場合、各チャンネルの市場のシステムのケーブルアクセスチャンネルは、大学のスポーツイベントの放送を共有するようになった。
2006年8月、Capital News 9は、タイム・ワーナー・ケーブルが最近アデルフィア・コミュニケーションズから買収したニューヨーク東部のシステムにその範囲を拡大した。2008年4月、Capital News 9は、地元のラジオ局WUAM（900 AM）でフルタイムでオーディオの同時放送を開始した。チャンネルとの同時放送契約は、契約を更新しないという両当事者の相互合意により、2014年に終了した。
2010年2月12日、タイム・ワーナー・ケーブルは、Capital News 9とNews 10 Nowのブランドを「YNN」（「Your News Now」の略）に変更し、バッファローの姉妹チャンネルで既に使用されていたのと同じブランドを採用すると発表した（前者は2009年3月発売時に初めて「YNN」ブランドを採用）。ブランド変更は同年3月に行われた。2010年4月の翌月、チャンネルはハドソンバレー地域の「YNN Hudson Valley」のサブフィードを開始した。
2013年12月16日、新しいグラフィックと音楽パッケージの導入を含む、プロバイダーのニュースチャンネル全体のブランド標準化の一環として、「Time Warner Cable News Capital Region」としてブランド名が変更された。したがって、ハドソンバレーのサブフィードは、「YNN Hudson Valley」から「Time Warner Cable News Hudson Valley」にブランド変更された。
2016年にチャーター・コミュニケーションズがTWCを買収したことにより、2016年9月20日のチャーターの主要な消費者ブランドに続いて、「Time Warner Cable News」のブランドが全てのネットワークから削除され、「Spectrum News」が採用された。
2018年7月27日、ニューヨーク州公共サービス委員会は、TWC購入の一環としてプロバイダーに課せられた条件を満たさなかったことを理由に、ニューヨーク州のチャーターのケーブルフランチャイズを取り消した。ニューヨーク州でのチャーターのケーブルフランチャイズの取り消しにもかかわらず、Spectrumがニューヨーク州から撤退した後のSpectrum News Capital Regionの将来の運命は現在不明である。
2021年5月、チャンネルは再び「Spectrum News 1 Capital Region」にブランド変更された。